# Maurice Bompard (peintre)
Pour les articles homonymes, voir Maurice Bompard et Bompard.
Maurice Bompard est un peintre français né à Rodez le 11 février 1857 et mort à Paris le 30 avril 1935.
Il est l'un des fondateurs de la Société des peintres orientalistes français.

## Biographie
Maurice Bompard nait à Rodez le 11 février 1857, fils de Henry Bompard, négociant, et de Rosalie Albouy. Il est l'arrière petit-fils de Hyacinthe-Marcellin Borel du Bez par sa grand-mère paternelle.
Il arrive très jeune à Marseille où il étudie la peinture avec Dominique Antoine Magaud. Il se rend ensuite à Paris où il est élève de Gustave Boulanger et de Jules Lefebvre aux Beaux-Arts. Dès 1878, il expose régulièrement au Salon des artistes français. Il expose à l’Exposition Universelle de 1900 à Paris et à l'Exposition Coloniale de Marseille en 1906.
Il est membre membre fondateur de la Société des Peintres Orientalistes Français et expose ses œuvres au Salon des artistes algériens et orientalistes à Alger.
En 1882, il obtient une bourse qui lui permet de visiter l'Allemagne, l'Italie, la Tunisie et l'Espagne. Entre 1890 et 1900, il séjourne à Biskra en Algérie, où il peint des scènes de la vie quotidienne orientale — avec notamment en 1890 Les Bouchers de Chetma présenté au Salon des artistes français — mais également des vues de Venise.
Il a notamment pour élève la peintre française Marthe Orant (1874-1957).
Maurice Bompard s'éteint le 30 avril 1935 à son domicile du 167, boulevard Pereire à Paris.

## Collections publiques
Belgique
- Bruxelles, ambassade de France : Port Manech[5].

États-Unis
- Sarasota, musée d'Art John-et-Mable-Ringling :
  - Vue imaginaire de Venise[6] ;
  - Venise[7],[8],[9].

France
- Agen, musée des beaux-arts, L’Oued Chetma en été[10]
- Angers, musée des Beaux-Arts :
  - Venise, le Rio San Pietro[11] ;
  - L’Oued Chetma en été[12].
- Marseille :
  - musée des Beaux-Arts :
    - Les Bouchers de Chetma[13] ;
    - Scène de harem[14] ;
    - La fileuse[15] ;
    - Église du Jésus à Venise[16].

  - musée Cantini :
    - Nature morte aux faïences[17] ;
    - Étude à Venise[18].
- Paris :
  - musée du Louvre : Arabe assis[19].
  - musée d'Orsay :
    - La Prière de trois heures[20] ;
    - Paysage aveyronnais[21] ;
    - Prière à la Madone[22] ;
    - Portrait de mon père[23].
- Le Puy-en-Velay, musée Crozatier : Les Tripiers de la Calle de la Madone à Venise[24].
- Rennes, musée des Beaux-Arts : Le Repos du modèle[25].
- Rodez, musée des Beaux-Arts Denys-Puech :
  - Intérieur d'un patricien vénitien[26] ;
  - Ouled Nail de Biskra[27] ;
  - L'Infante[28] ;
  - Villa d'Este[29] ;
  - Vue de Venise[30],[31] ;
  - La Place Saint-Marc à Venise[32] ;
  - Les Palais du bassin Saint-Marc à Venise[33] ;
  - Le Repos du modèle[34].
- Tours, musée des Beaux-Arts : 
  - Nature morte[35] ;
  - La Fontaine du Pincio à Rome[36].
- Troyes, musée Saint-Loup : Vue de Venise[37].

Les parties communes du salon et salle de restaurant Mercure Rodez Cathédrale — anciennement Grand Hôtel Le Broussy — à Rodez ont été décorées par ses soins.

Œuvres de Maurice Bompard
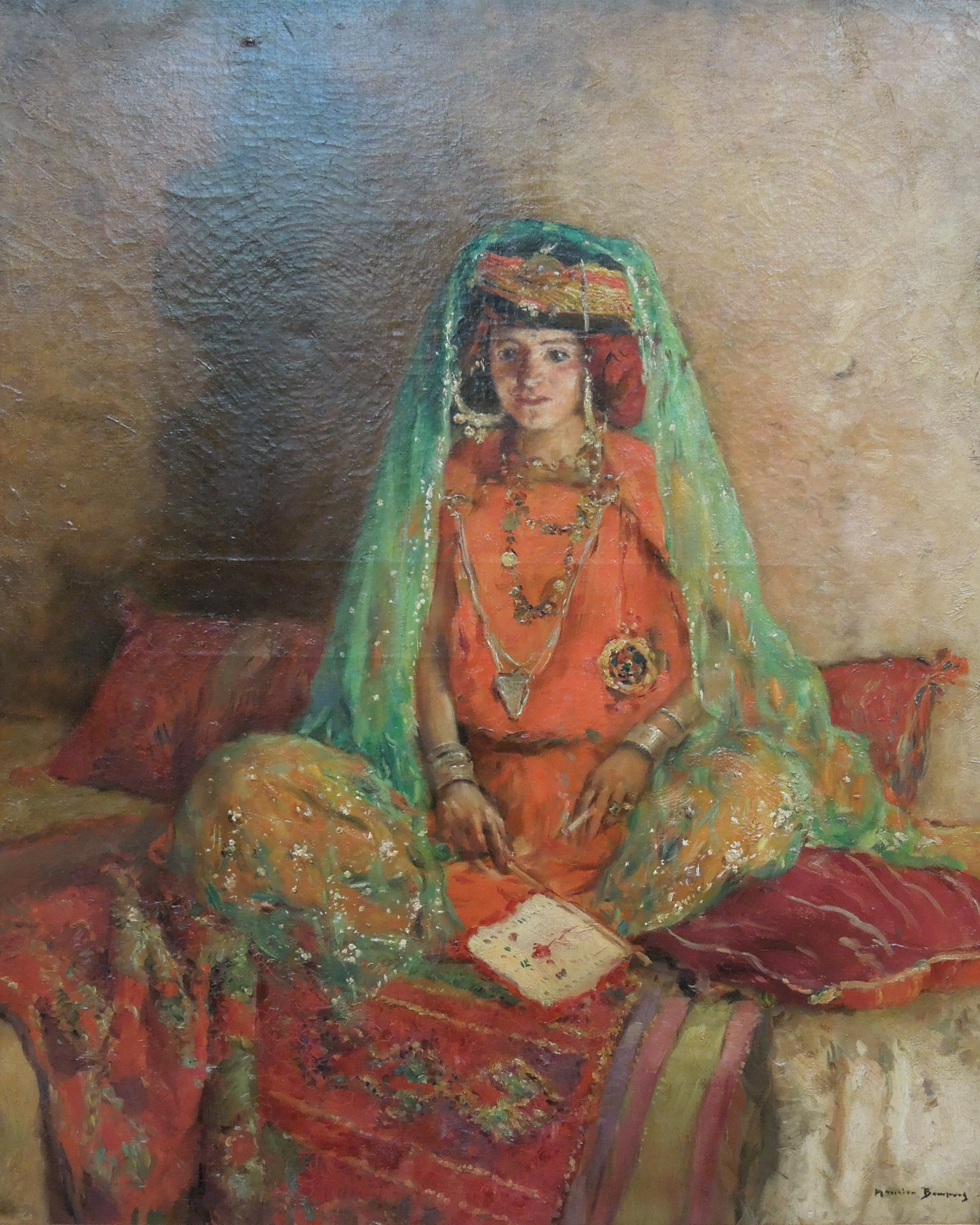
Ouled Naïl de Souskra (1898), Rodez, musée Denys-Puech.
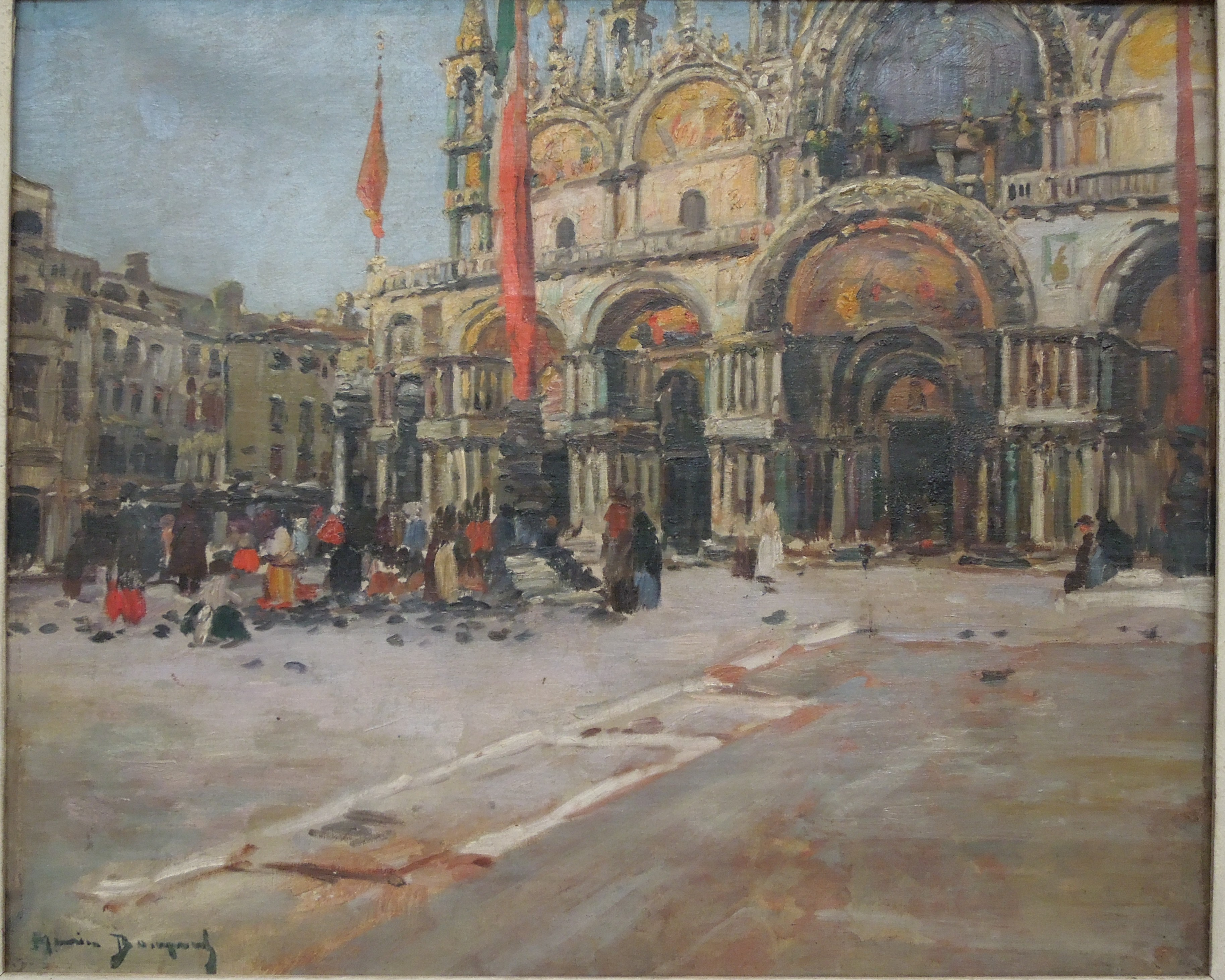
La Place Saint-Marc à Venise (1898), Rodez, musée Denys-Puech.
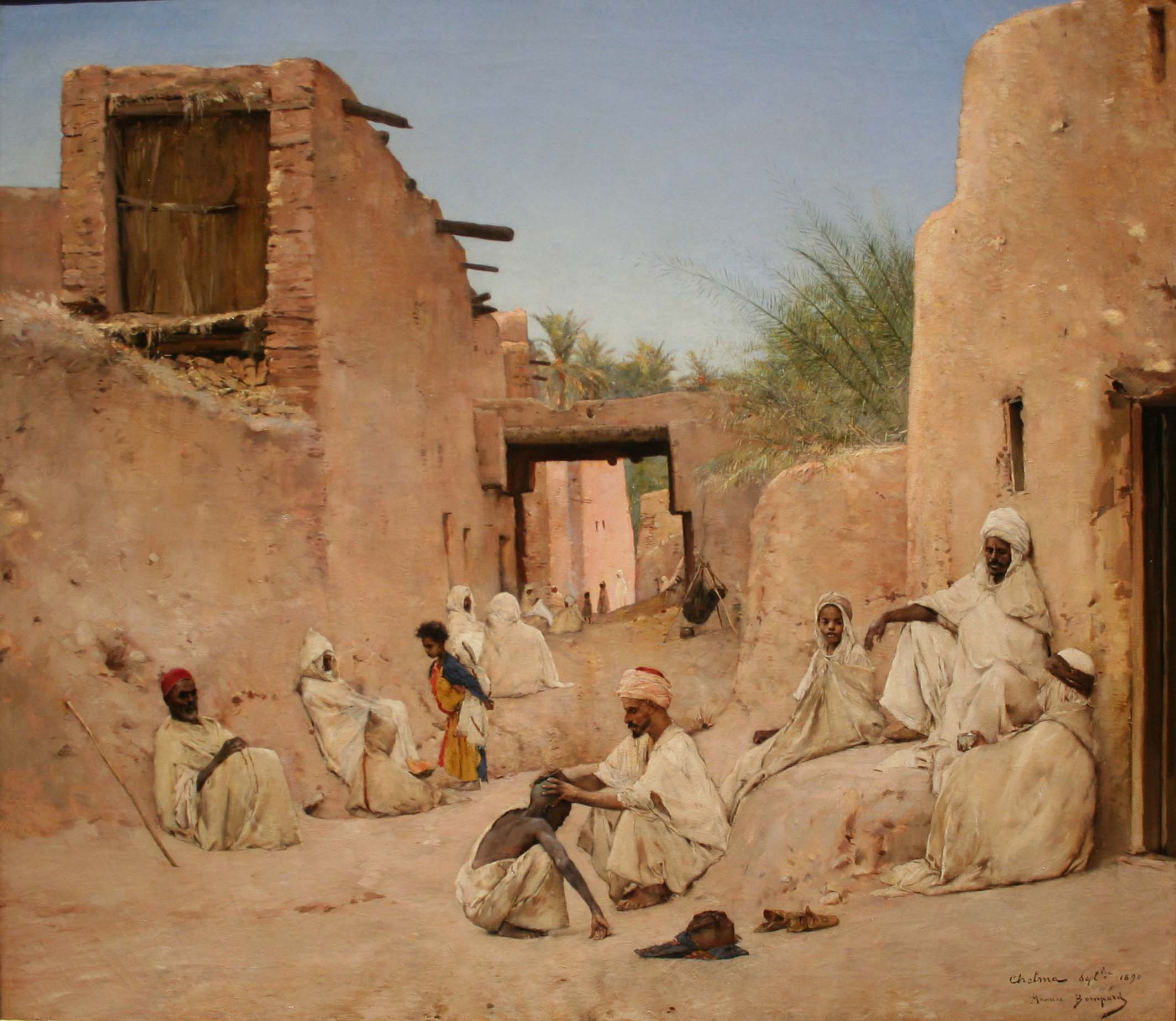
Une rue de l'oasis de Chetma, musée des Beaux-Arts de Marseille.
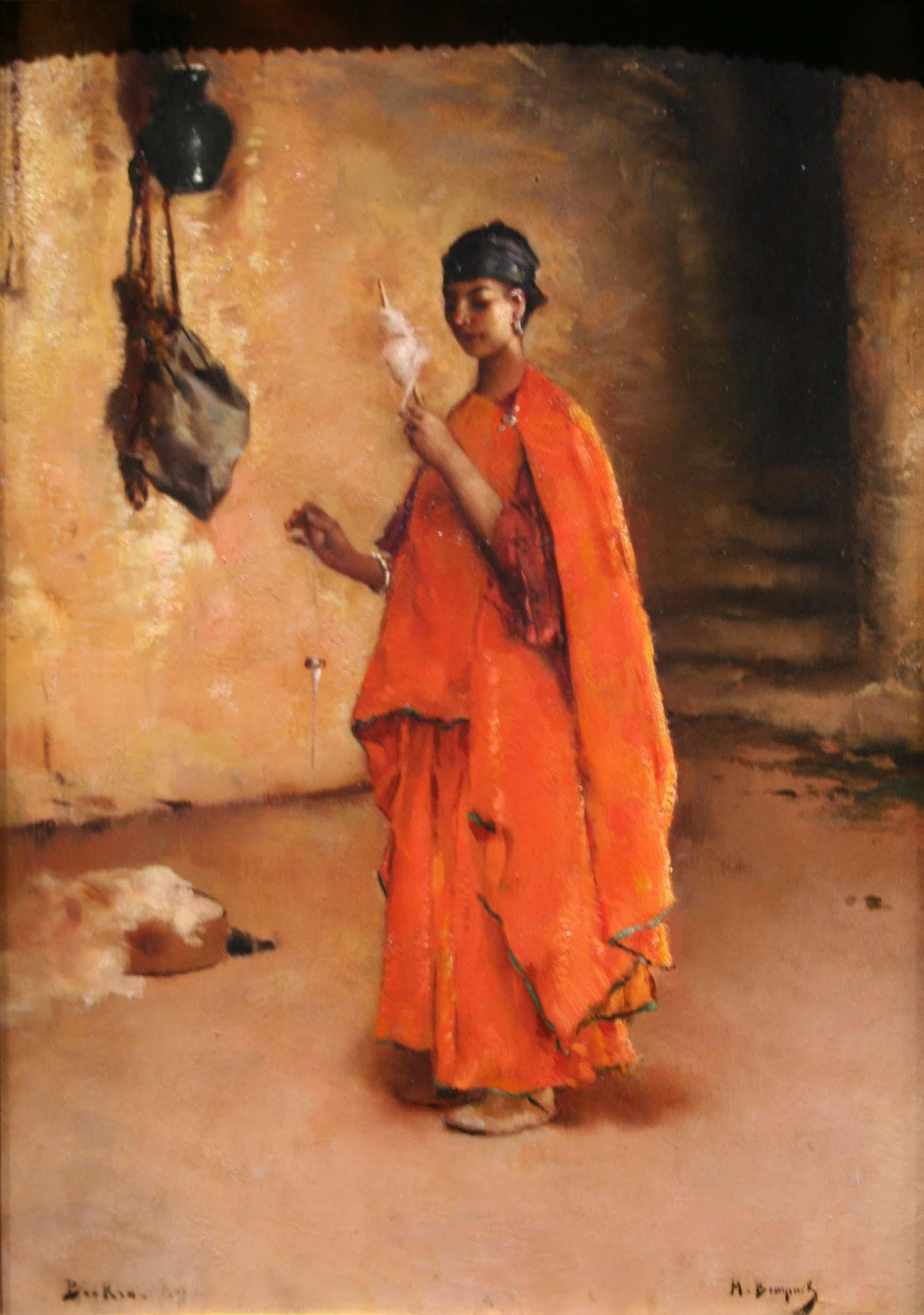
La Fileuse, musée des Beaux-Arts de Marseille.
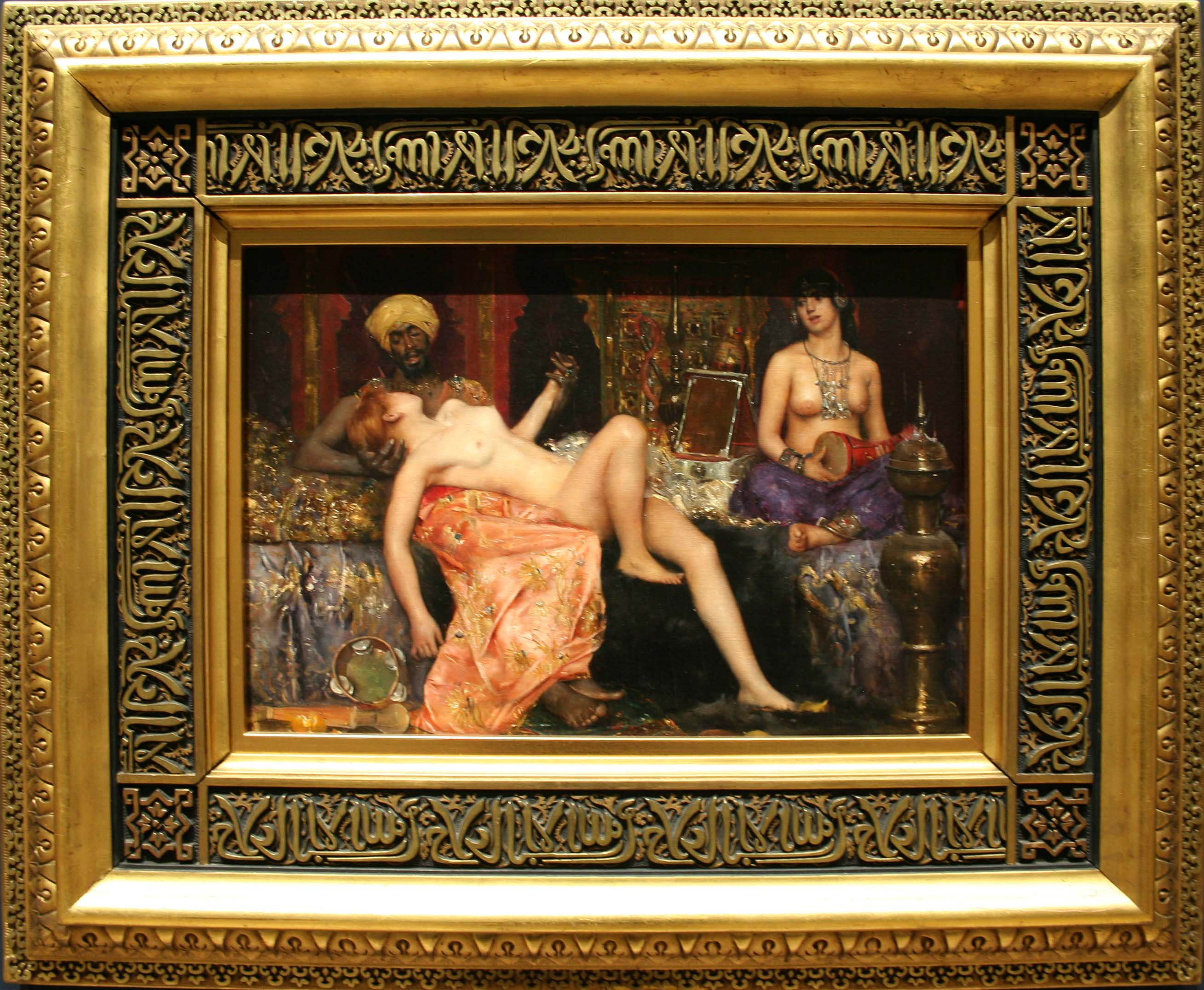
Scène de harem,  musée des Beaux-Arts de Marseille.
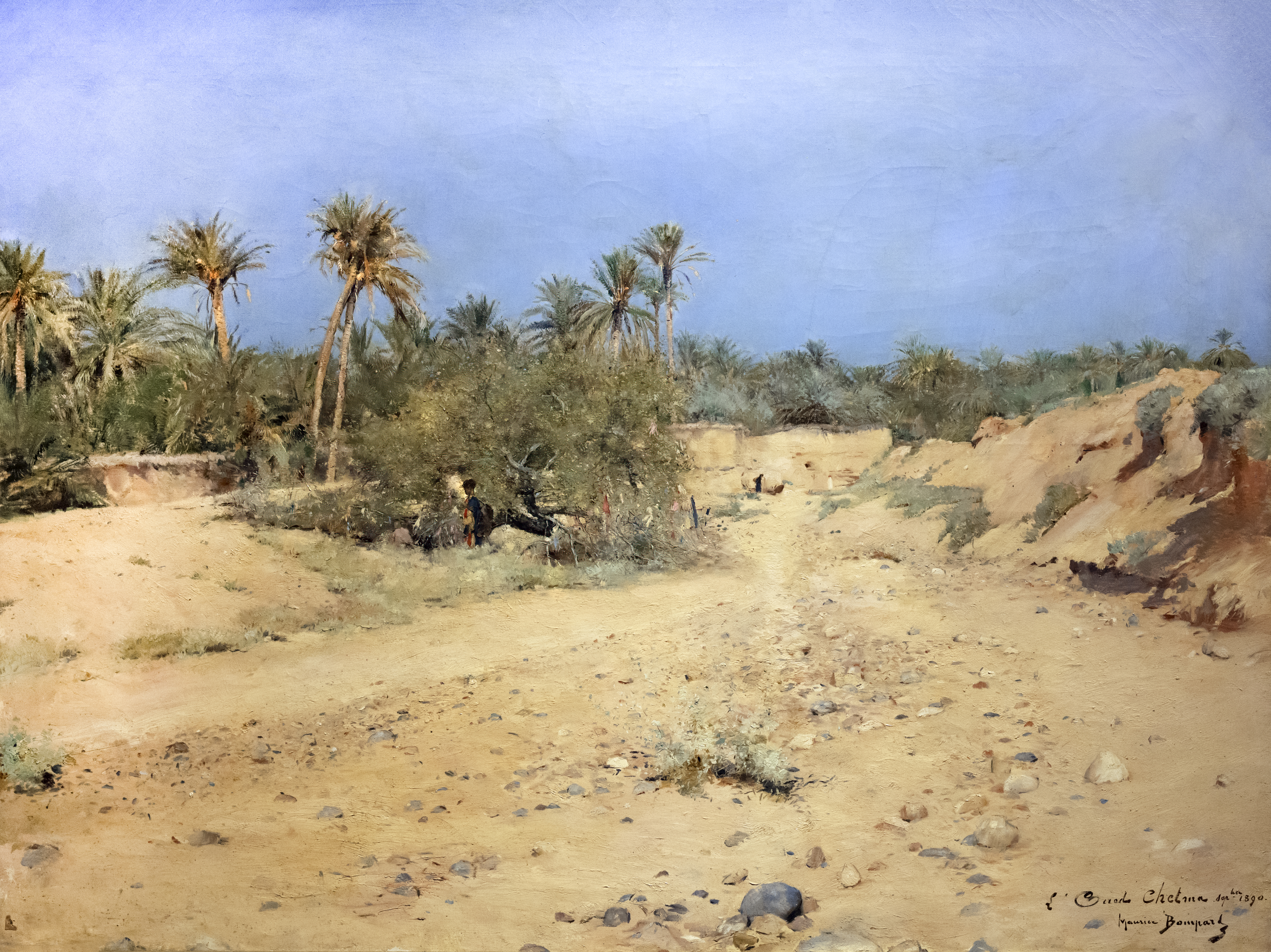
L’Oued Chetma en été, musée des beaux-arts d'Agen.

## Distinctions
Officier de la Légion d'honneur en 1914.

## Hommages
- Une rue de Rodez porte son nom[40].
- Au 13 Place du Bourg à Rodez, plaque commémorative : Dans cette maison est né / le peintre orientaliste / Maurice Bompard / 1857 - 1935[41].

## Prix Maurice Bompard
Prix annuel de quatre cent cinquante francs, fondé par Mme Bompard en souvenir de son mari M. Maurice Bompard, artiste peintre, ancien membre du Comité et du Jury, en faveur d'un artiste peintre homme français, de talent, sans fortune, âgé d'au moins cinquante ans, et dont l'œuvre, paysage ou nature morte, aura figuré au Salon de l'année. Ce prix sera attribué par le Comité de Peinture.

### Lauréats
liste non exhaustive :
- 1939 : Roger Serpantié (d)
- 1940 : Ernest-Marie Pernelle
- 1941 : Jehan Berjonneau
- 1943 : Raphaël-Albert Broyelle
- 1947 : Eugène-Marcel Mougin